# Agriornis
Genre
Agriornis est un genre d'oiseaux sud-américains de la famille des tyrannidés dont le nom CINFO est gaucho.

## Liste d'espèces
D'après la classification de référence du Congrès ornithologique international (ordre phylogénique) :
- Agriornis montanus (Orbigny et Lafresnaye, 1837) – Gaucho à bec noir
- Agriornis albicauda (Philippi & Landbeck, 1863) – Gaucho à queue blanche
- Agriornis lividus (Kittlitz, 1835) – Grand Gaucho
- Agriornis micropterus Gould, 1839 – Gaucho argentin
- Agriornis murinus (Orbigny et Lafresnaye, 1837) – Gaucho souris

L'espèce A. albicauda était autrefois nommées A. andicola.